# David Miculescu
David Miculescu, né le 2 mai 2001 à Arad en Roumanie, est un footballeur roumain qui évolue au poste d'ailier droit au FCSB.

## Biographie

### En club
Né à Arad en Roumanie, David Miculescu est formé par le club de sa ville natale, l'UTA Arad. Le club évolue en deuxième division roumaine lorsqu'il joue son premier match en professionnel, le 23 septembre 2017 à l'occasion d'une rencontre de championnat face à l'Olimpia Satu Mare. Il entre en jeu et son équipe s'incline ce jour-là. Il devient à cette occasion le deuxième plus jeune joueur à commencer un match sous les couleurs de l'UTA Arad, à 16 ans et 4 mois.
Le club étant promu à l'issue de la saison 2019-2020, Miculescu fait ses premiers pas dans la Liga I, l'élite du football roumain, lors de la saison 2020-2021. Il joue son premier match le 28 septembre 2020 face au Dinamo Bucarest. Il entre en jeu et son équipe l'emporte ce jour-là (0-1 score final),.
Le 2 octobre 2021, Miculescu réalise le premier doublé de sa carrière lors d'une rencontre de championnat face au Dinamo Bucarest. Les deux équipes se séparent toutefois sur un score nul de deux buts partout,.
Le 1er août 2022, David Miculescu rejoint le FCSB.
Miculescu inscrit son premier but sous ses nouvelles couleurs le 6 août 2022, lors d'une rencontre de championnat face au CS Mioveni. Il est titularisé et les deux équipes se neutralisent (1-1 score final).

### En sélection
David Miculescu compte quatre sélections avec l'équipe de Roumanie des moins de 19 ans, toutes obtenues en 2019. Il marque notamment un but le 8 octobre pour sa deuxième apparition, contre la Serbie (1-1 score final).
David Miculescu joue son premier match avec l'équipe de Roumanie espoirs le 7 septembre 2021, lors d'un match contre la Géorgie. Il est titularisé puis remplacé à dix minutes de la fin par Alexi Pitu, et les deux équipes se neutralisent (1-1).